# 内場勝則
内場 勝則（うちば かつのり、1960年〈昭和35年〉8月22日 - ）は、日本のお笑いタレント、喜劇俳優、俳優。吉本新喜劇元座長の座員。
大阪府大阪市西成区出身。吉本興業所属。身長161 cm、血液型B型。妻は同じく吉本新喜劇座員の未知やすえ（芸歴では、やすえの後輩にあたる）。
愛称はうっちー、うっちゃん、かっちゃん。大阪府立東住吉工業高等学校卒業。ダウンタウン、トミーズ、ハイヒールと同じ大阪NSC1期生。

## 来歴
1982年、高校を卒業後NSCに入学。
1983年2月、NSC在学中に島田紳助演出・主演の舞台『西日のあたる西表山猫のすみか』にエキストラとしてキャスティングされていたが、主役だった松本竜介のセリフ覚えが悪かったため、セリフを覚えていた内場が紳助によって急遽主役に抜擢された。NSCを卒業した後は、演劇ユニット「劇団インスタント」のメンバーとしてなんば花月などの舞台に出演していた。
1985年からは花紀京・岡八郎・木村進・間寛平らが主力だった吉本新喜劇の舞台で活動するようになる。
1989年、「吉本新喜劇やめよッカナ?キャンペーン」で座員リストラの対象となり、同じく座員で1年先輩の未知やすえと漫才をするよう指示を受けたが2人は同意せず、結果として新喜劇に残留することとなった。内場は当初同意するつもりだったが、前年に脳幹出血で倒れ半身不随となっていた木村進が、梅田花月の楽屋に電話をかけ、内場に「おまえ、ツッコミええから、リストラみたいやけど、頑張れよ」と激励。この電話で内場は翻意し、新喜劇に残ったという。内場は2019年の木村の葬儀で「自分、倒れても見てくれてたんやなって…」と、むせび泣きしながら言葉を絞り出した。
キャンペーン及びその後しばらくは、新しい風を吹き込みたい会社の戦略で今田耕司・130R・東野幸治らが主力となったが、その間内場も彼らとともに芸を研き、新喜劇全体も進化を見せていった。プライベートでは1992年2月11日に未知やすえと座員同士の結婚をした。
1995年からは辻本茂雄・石田靖とともにニューリーダーに就任。当時の主力だった桑原和男・チャーリー浜・池乃めだか・井上竜夫・島木譲二・中山美保・末成映薫・帯谷孝史・浅香あき恵らベテラン勢に、中西喜美恵・島田珠代、若手有望株だった山田花子・藤井隆らを加えた新生吉本新喜劇の建設に尽力し、台湾、ニューヨークといった海外公演や、TBS系全国ネット中継『超!よしもと新喜劇』、『シネマワイズよしもと新喜劇』など、確実に黄金時代を築いていった。内場はこのニューリーダー時代について、ダウンタウンの東京進出後、今田耕司・130R・東野幸治らも追うように新喜劇から抜けてしまい、お客を戻すのが大変だったと語っている。
1999年、ニューリーダー3人と吉田ヒロが座長に就任。ボケもツッコミも器用にこなし、特定のキャラクターに頼らず笑いがとれる舞台を作っていたことから、スーパー座長と呼ばれていた。また、吉本新喜劇座長経験者の中では珍しくテレビ出演は新喜劇およびその派生番組、一部のドラマ作品に絞っており、バラエティ番組への出演はほとんどない。
2019年3月をもって座長を勇退し、ベテラン座員として新喜劇を支えていく立場となった。

## 人物
- 同期の松本人志に「ダッフルコートと文庫本は絶対手放さへん」と評されるほどの読書好きであり、普段は物静かであまりしゃべらない。ムードメーカーの吉田ヒロとは対照的とされる。それゆえ、妻の未知やすえからは、舞台中にキレ芸を披露した際に「いっつも家にいるときは、黙って本ばっか読んでる」とアドリブで突っ込まれることもあった。しかし、現在は雑誌マンスリーよしもとで読書感想文を毎月書いていたことから、趣味である読書が仕事のようになったため本が嫌いになったと明かしている[5]。
- あまり泣いたことは無いらしいが、新喜劇50周年特番で辻本茂雄の語ったところによると、入院中に見舞いに送り込まれた未知やすえから「大丈夫?」と声をかけられ泣いたことがあり、これが結婚のきっかけと言われていた。このエピソードを知った末成由美が「私が病院に行っていればよかった」と悔しがったという[6]。
- 太めの女性が好みで、妻の未知やすえがダイエットをし、やすえの持ちネタにもあるように、世間的には「痩せて綺麗になった」と好評だったが、内場は「もうちょっと太い方がよかった」とぼやいていたという。
- 酒豪として知られる。夫婦関係が冷えきっていた頃に阪神・淡路大震災が起こり怖がるやすえを「大丈夫や！俺が守ったる！」と身を呈して励まし、やすえが内場に惚れ直して関係は修復されたが、実は酔った勢いのうわ言であったとも言われる。
- 缶ビールは1日1本とやすえに決められており、やすえの目を盗んで飲む際は缶のプルタブを開ける時の音をかき消すために「くしゅっ」とくしゃみのマネをする。このことは新喜劇の舞台中にも「もしもやすえが妻になったら」という設定で小籔千豊らが実演した。
- 酔いつぶれた果てには、やすえに「ヤンヤン、きょうちっちゃいおにぎりつくってくれる?」と問いかけるなどかわいらしくなる。小籔の座長就任スペシャル番組や新喜劇50周年特番などで辻本茂雄によって公表され、後者の番組で明かされた際には泣きかけた。
- 自身が座長を務める公演では、トラブルメーカーに振り回される役柄を演じることが多い一方、助演する公演(特に川畑座長公演)では逆にトラブルメーカーになったり、ツッコまれるような役柄を演じることが多い。
- ほかの座長に比べて、安尾信乃助、中田はじめ、高井俊彦らを起用することが多い。
- やすえが率いる借金取りの構成員を演じる際は、彼女の夫でありながら部下として立てる振る舞いをする一方、亭主の威厳を見せようとして結局は尻に敷かれてしまう役どころとなっている。
- 父親は福岡県の出身であり、父方の先祖の墓が糸島市にある。

## ギャグ
- 「えっ、そんなんできるんですか?」（他者をいじるギャグ。現在では主に辻本茂雄に対してのやりとりが多い）
(辻本)「三角定規どこにあるねん!」
(内場)「（辻本のアゴを触る）いや、ここに。」
(辻本)「アゴやこれはー!ほな何かい、これ三角定規やったら、パッと取り出して使うんか!?」
(内場)「えっ、そんなんできるんですか?」
(辻本)「でけへん!」

といったやり取りが「出来る事」の内容を変えて複数回繰り返される。
- イィィィィーーー!

ひどく驚いた時に大きな声で「イィィィィーーー!」と叫ぶ（『え』と『い』の中間の音で、若干濁る）。
驚くべきシチュエーションなのにあっけらかんとしており、その後何かのタイミングで事態に気付き「イィィィィーーー!」と叫んでその遅さを突っ込まれることもある。
時として「さあ皆さんご一緒に」と呼びかけ、他の演者と一緒に発声を行う。観客に呼びかけることもある。
- 「フガフガ、ハギャハギャ、ホゲホゲ、ひにゃひにゃ・・・・」

極端に緊張したり、相手に対してビビったりしてる時にはっきり喋れないギャグ。共演者は発音に合わせて踊り出す。
（例：「私、内場勝則と申します」が鼻声で「はたくひ、ふひははつのりとほうひはふ」に）
共演者がもっとはっきり喋れとつっこみ、2〜4人ほど真似することが多く(ほとんどの場合桑原和男から始まる)、 最後に辻本茂雄がやろうとすると共演者たちは「みんな疲れてるから」と誰も踊らず、辻本が「なんで踊らへんねん!」などとつっこむ。

## キャラクター
- アホボン
金持ちの御坊ちゃまキャラであり、マドンナ役相手に結婚を前提とした交際を求めるがすぐに断られる。
軽快な登場曲に合わせて行進しながら登場し、終わるタイミングで右足を後ろに持って行きクロスする。再登場する時には自分で登場曲を歌いながら早足で行進しながら登場する。
マドンナ役や秘書役の名前を大声で呼びながら探すが、いる場所とは別の方向を向いているため共演者につっこまれる。
デートに誘うがすぐに断られた時「OKですか。」といい、「断っとんねん!」と共演者につっこまれる。
叩かれると時間差で「痛っ」と言って痛がる。
アホと言われると機嫌を損ねるが、バカと言われるとニッコリとして機嫌がなおる。(照れることもある)

- プロポーズやスカウトをする時に、「1億兆万円持ってます」と言い、「そんな単位あらへん!」とつっこまれる。
身につけた蝶ネクタイを引っ張ると「アー!」と声を発するが、この時の引っ張る角度で声の高さが変わり、ひねると「べろべろべろん」と発する。
セカンドバッグを「無くさないから」という理由で、右手を胸の位置に構えた形で持ち(“小さく前ならえ”の右手のみのようなポーズ)、何をされてもこの位置は崩さない(セカンドバッグを横から強く右方向に叩かれると、そのままその場で右方向に一回転して元のポーズに戻るというやりとりもある)。しかし、はたき落とされるなどバッグが手から離れると何故か力が抜けて倒れこむ[7]。この際に前述の蝶ネクタイを引っ張られると、元気が無く低めのトーンで「アー」と言う。そしてバッグが手に戻ると立ち上がり、「復・活！」という。
お付きの人がいる場合、バッグをはたき落とされた直後に助けようと間に割って入ろうとするが、この時に彼らのカバンもはたき落とされてしまい同様に力が抜けて倒れこむことがある。
2回目の登場時には青い袴姿で登場することもあり、扇子を指で回しながら登場する。

- うっちーさん
歌舞伎風の時代劇役者で、顔を白く塗っている。機嫌を損ねると共演者が「うっちー、さん！」と呼びかるのに合わせて歌舞伎風のポーズを決めて機嫌をなおす。ザ・ドリフターズの加藤茶が演じるキャラクターに近いものがある。

## 出演

### 現在の出演番組

#### テレビ
- よしもと新喜劇（毎日放送）

#### テレビドラマ
- 連続テレビ小説 おむすび（2024年後期、NHK） - 高橋要蔵 役[8]

### 過去の出演番組

#### テレビ
- 夕焼けの松ちゃん浜ちゃん（1990年 - 1992年、朝日放送）
- なんじゃそら三人組（1995年 - 2000年、朝日放送）
- 超!よしもと新喜劇→超コメディ60!（1997年 - 1998年、毎日放送）
- 熱血!人情派コメディ しゃかりき駐在さん（2012年 - 2013年、朝日放送）

#### テレビドラマ
- 水戸黄門 第23部 第17話（1994年11月28日、TBS / C.A.L） - 旅の侍 役
- イヴ 第9話（1997年、フジテレビ）
- はぐれ刑事純情派 第11シリーズ 第21話（1998年8月19日、テレビ朝日） - 三上（詐欺師） 役
- 京都迷宮案内・第1シリーズ 第4話（1999年、テレビ朝日）
- 連続テレビ小説（NHK）
  - あすか（1999年 - 2000年） - 服部武春 役
  - わろてんか (2017年 - 2018年） - 亀井庄助 役
- グッド★コンビネーション（2001年、NHK）
- パノラマ電波横丁 パンチ・デ・ニーロ（2001年、毎日放送）
- 悪意 第5話（2001年、NHK）
- 新・ズッコケ三人組（2002年、NHK） - 八谷勝平・八谷勝義（第9・10話） 役
- アイ'ム ホーム（2004年、NHK） - 高木亮一 役
- 金曜プレステージ 事件屋稼業2（2014年1月31日、フジテレビ） - 地権者 役
- 月曜名作劇場 みなと署落とし物係 秘密捜査官 危険な二人（2017年） ‐ 多田雄一 役
- 日曜劇場（TBS）
  - 陸王 第1話（2017年） - 藤井 役
  - 下町ロケット（2018年） - 神田川敦 役[9][10]
- 健康で文化的な最低限度の生活（2018年、関西テレビ） - 石橋五郎 役[11]
- インハンド 第9・10・11話（2019年4月 - 6月、TBS） ‐ 金子盛夫 役
- 土曜ドラマ 心の傷を癒すということ（NHK総合、2020年1月 - 2月） - 校長先生
- パティスリーMON（2024年1月11日 - 3月28日、テレビ東京） - 山崎直人 役[12]

#### 単発ドラマ
- ナニワ借金道 盗られてたまるか（1998年11月8日、読売テレビ）
- 海に帰る日（1999年1月31日・3月22日、TBS）
- よしもと新喜劇ミステリー 名探偵内場勝則 湯けむり殺人事件（2001年12月4日、テレビ大阪）
- イブの夜はドラマやん！ 真実のキス (2006年12月24日、毎日放送) - 柴原満役
- かんさい特集 オトンの宝物（2007年9月7日、NHK大阪） - 川島務 役
- トイレの神様（2011年1月5日、毎日放送）
- 読売テレビ開局60年記念スペシャルドラマ 天才を育てた女房（2018年2月23日、読売テレビ） - 北村純一郎 役

#### 映画
- 難波金融伝 ミナミの帝王 劇場版Part I（1993年） - 小金井満 役
- シネマワイズ新喜劇シリーズ
  - 大阪好日（1997年） - 主演・張林春 役
  - 父危篤、面会謝絶（1997年） - 主演・内場 役
- 内場勝則初監督作品「スキヤキのうどん」（2007年） - 主演・学 役
- 島田洋七の佐賀のがばいばあちゃん（2009年） - ドロボー 役
- 天使のいる図書館（2017年） - 吉井満彦 役
- よしもと新喜劇 映画 商店街戦争〜SUCHICO〜（2017年）
- 文福茶釜（2018年） - 富岡寛治 役

##### 日本語版吹替
- ローデッド・ウェポン1（ドイル警部〈フランク・マクレー〉）※関西弁版

#### WEB配信
- 健康で文化的な最低限度の生活 チェインストーリー 5.5話（2018年、GYAO!〈関西テレビ制作〉） - 石橋五郎 役
- 後妻業 チェインストーリー 1.5話・2.5話（2019年、GYAO!〈関西テレビ制作〉） - 西木治 役

#### 舞台
- 吉本百年物語（2012年、なんばグランド花月）
  - キミとボクから始まった（5月）- 千歳家今男 役[13]
  - これで誕生! 吉本新喜劇（10月）- 花紀京 役
- FILL-IN 〜娘のバンドに親が出る〜（2017年7月、紀伊國屋ホール） - 主演・真下幸吉 役[14]
- 天下一の軽口男 笑いの神さん 米沢彦八（2019年2月、大阪松竹座）
- FOLKER（2025年2月、堂島リバーフォーラム）[15]

#### ソロイベント
- 総本家内場勝則 近鉄小劇場（1997年）
  - 出演者：未知やすえ
- 総本家内場勝則 近鉄小劇場（1999年）
  - 出演者：板尾創路、未知やすえ
- 内場勝則ソロイベント UKシアター 四つの理由（2001年・2018年）
  - 脚本・演出：後藤ひろひと
    - 共演者：石丸謙二郎、後藤ひろひと、大路恵美